# Circondario di Goslar
Il circondario di Goslar (targa GS) è un circondario (Landkreis) della Bassa Sassonia, in Germania. Il circondario prende il nome dalla città di Goslar, suo capoluogo e centro più popolato.

## Geografia antropica

### Suddivisioni amministrative
Il circondario è diviso in sette comuni, sei di questi sono città.
Tra parentesi i dati della popolazione al 31 dicembre 2021.
- Bad Harzburg, città (21 754)
- Braunlage, città (5 658)
- Clausthal-Zellerfeld, città (14 804)
- Goslar, grande città indipendente (50 010)
- Langelsheim, città (14 990)
- Liebenburg, comune (7 709)
- Seesen, città e comune indipendente (19 125)

A questi si aggiunge un territorio extracomunale disabitato:
- Harz